# Graphe triacontaédrique rhombique
Le graphe triacontaédrique rhombique est, en théorie des graphes, un graphe possédant 32 sommets et 60 arêtes.

## Propriétés

### Propriétés générales
Il existe treize graphes correspondant aux squelettes des treize solides de Catalan, les polyèdres duaux des solides d'Archimède. Le graphe triacontaédrique rhombique est l'un d'eux. Les douze autres sont le graphe hexacontaédrique trapézoïdal, le graphe icositétraédrique trapézoïdal, le graphe hexakioctaédrique, le graphe hexaki-icosaédrique, le graphe hexacontaédrique pentagonal, le graphe icositétraédrique pentagonal, le graphe pentakidodécaédrique, le graphe dodécaédrique rhombique, le graphe triakioctaédrique, le graphe tétrakihexaédrique, le graphe triaki-icosaédrique et le graphe triakitétraédrique.
Le diamètre du graphe triacontaédrique rhombique, l'excentricité maximale de ses sommets, est 6, son rayon, l'excentricité minimale de ses sommets, est 6 et sa maille, la longueur de son plus court cycle, est 4. Il s'agit d'un graphe 3-sommet-connexe et d'un graphe 3-arête-connexe, c'est-à-dire qu'il est connexe et que pour le rendre déconnecté il faut le priver au minimum de 3 sommets ou de 3 arêtes.

### Coloration
Le nombre chromatique du graphe triacontaédrique rhombique est 2. C'est-à-dire qu'il est possible de le colorer avec 2 couleurs de telle façon que deux sommets reliés par une arête soient toujours de couleurs différentes. Ce nombre est minimal.
L'indice chromatique du graphe triacontaédrique rhombique est 5. Il existe donc une 5-coloration des arêtes du graphe telle que deux arêtes incidentes à un même sommet soient toujours de couleurs différentes. Ce nombre est minimal.

### Propriétés algébriques
Le groupe d'automorphismes du graphe triacontaédrique rhombique est d'ordre 120.
Le polynôme caractéristique    de la matrice d'adjacence du graphe triacontaédrique rhombique est : {\displaystyle x^{8}(x^{2}-15)(x^{2}-3)^{5}(x^{4}-10x^{2}+5)^{3}}.